# Mateševo
Mateševo (en serbe cyrillique : Матешево) est un village du centre du Monténégro, dans la municipalité de Kolašin.

## Démographie

### Évolution historique de la population
| 1948 | 1953 | 1961 | 1971 | 1981 | 1991 | 2003 |
| ---- | ---- | ---- | ---- | ---- | ---- | ---- |
| 260  | 495  | 233  | 219  | 146  | 86   | 97   |